# ОШ „Младост” Велико Боњинце
ОШ "Младост" Велико Боњинце је основношколска установа у Великом Боњинцу у општини Бабушница. Школски одбор управља установом а руководећу улогу има директор школе.
Школа се налази у котлини која по једном тумачењу у ширем обиму припада Заплању а по другом тумаћењу у ширем обиму Лужници. Велико Боњинце и школа се налазе на тромеђи (раскрсници) путева Ниш - Велико Боњинце - Пирот односно Ниш - Велико Боњинце - Лесковац.

## Историја
Школа је почела са радом 1866. године. До ослобађања од турака родитељи су плаћали учитељу подучавање. Циљ је био да деца науче да читају и школовање је било добровољно. Учитељу се плаћало 3 гроша. До ослобођења од турака школа је радила у једној приватној кући.
После ослобођења од турака школа је била пребачена у црквену кућу. У почетку су се школовала само мушка деца. Број деце се повећавао тако да је постојећа кућа била мала за толики број деце. Школа је 1899. године пресељена у приватну кућу а стара зграда је срушена како би се на њеном месту подигла нова. За две године подигнута је нова зграда школе.
Данашња зграда школе подигнута је 1948. године уз помоћ државе али и уз помоћ мештана.
Шездесетих година прошлог века школа је носила име "Јован Јовановић - Змај".

## Школа данас
Зграда има приземље, спрат и фискутурну салу као и зграду кухиње у дворишту. Двориште обухвата са једне стране зграде дрворед а са друге спортске терене. Површина дворишта износи 1855 м2. Издвојено одељење у Завидинцу има двориште површине  2555 м2 а у Модрој Стени 128 м2.
Две школске зграде су ван употребе због малог броја ученика (Остатовица и Мало Боњинце)
Школске 2015./ 2016. године школа је имала укупно 24 ученика.
Школске 2021./2022. године школа је имала укупно 14 ученика.
Школа је 2023. године реновирана.

## Галерија
- Школа 2009.године
- Улаз у школу 2018.године
- Поглед на школу 2020.г.
- Део зграде после реновирања 2023. године
- Један део зграде , поглед из дворишта, 2023.године
- Источни део школе након реновирања 2023.г., главни улаз.